# Emanuel Gottlieb Licht

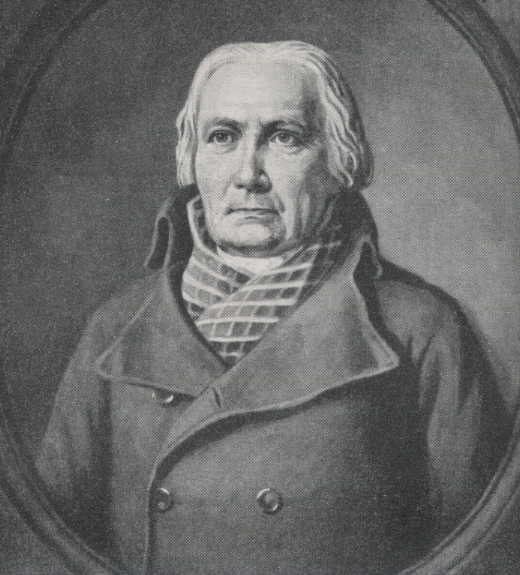
Emanuel Gottlieb Licht

Emanuel Gottlieb Licht (* 8. Juni 1742 in Eichberg; † 13. Februar 1811 in Gieshof bei Ortwig) war Deichhauptmann im Oderbruch.

## Leben
Sein Vater war der Pfarrer Gottlieb Licht († 3. Mai 1756) zu Eichberg (heute polnisch: Dębogóra) bei Filehne, der viele Kolonisten veranlasst hatte, ins Oderbruch nach Neulewin zu ziehen. Hierdurch zog er sich die Ungnade seines Grundherrn, des polnischen Fürsten Johann Sapieha, zu, der ihn gefangen setzen wollte.
Emanuel Gottlieb Licht war Oberdeich- und Grabeninspektor im Havelländischen Luch, wurde am 12. April 1797 zum Deichhauptmann im Oderbruch bestellt und übte dieses Amt bis 1811 aus.
Sein Sohn Paul Friedrich Gotthold (* 9. Dezember 1779; † 10. Juni 1865) war von 1840 bis 1850 Deichinspektor des Oderbruchs.